# Семантика Крипке
Семантика Крипке является распространенной семантикой для неклассических логик, таких как интуиционистская логика и модальная логика. Она была создана Солом Крипке в конце 1950-х  — начале 1960-х годов. Это было большим достижением для развития теории моделей для неклассических логик.

## Семантика для интуиционистской логики

### Неформальное описание
Неформально в классической логике любое утверждение либо истинно, либо ложно. Это обуславливается законом исключённого третьего. В интуиционисткой логике это не так: утверждение может быть истинным, может быть ложным, а может быть невозможно установить, истинно оно или ложно. Последний случай можно интерпретировать так: можно допустить как мир, где это утверждение верно, так и мир, где оно неверно. На этом и основывается идея семантики Крипке.
В семантике Крипке рассматривается несколько миров, в каждом из которых истинность определена по разному. Утверждение истинное в одном мире может быть не истинно в другом. Между этими мирами задаётся отношение достижимости: некий мир считается достижимым из другого, если истинные утверждения базового мира сохраняются и в достижимом из него. То есть при переходе из мира в другой, но достижимый из данного, истинные утверждения сохраняются (однако могут появиться новые, которые в изначальном мире не были истинными). Это отношение предполагается рефлексивным и транзитивным. Такая структура называется шкалой (структурой) Крипке.
Модель Крипке получается, если для каждой пропозициональной переменной задать, в каких мирах она истинна, а в каких нет (то есть по сути выполнить подстановку конкретных значений для переменных).

### Формальное определение
Шкалой (структурой) Крипке {\displaystyle F} называется упорядоченная пара {\displaystyle (W,R)}, где {\displaystyle W} — произвольное множество, называемое множеством всевозможных миров, а {\displaystyle R\subset W\times W} — отношение предпорядка на {\displaystyle W}, называющееся отношением достижимости.
Моделью Крипке {\displaystyle M} называется пара {\displaystyle (F,v)}, где {\displaystyle F} — шкала Крипке, {\displaystyle v:X\to {\mathcal {P}}(W)} — функция из множества пропозициональных переменных в множество всех подмножеств миров, называемая оценкой, удовлетворяющее следующему условию:
{\displaystyle \forall x\in X\ \forall w\in W\ \forall w'\in W,wRw':w\in v(x)\Rightarrow w'\in v(x)} — монотонность оценки.
Оценка задаёт для каждой переменной в каких мирах она истинна, а в каких нет: если мир {\displaystyle w\in v(p)}, то переменная {\displaystyle p} истинна в мире {\displaystyle w}, если {\displaystyle w\notin v(p)}, то переменная {\displaystyle p} не истинна в мире {\displaystyle w}. Оценку иногда определяют и как функцию {\displaystyle v:W\to {\mathcal {P}}(X)} или даже отношение {\displaystyle v\subseteq W\times X}. Важно лишь то, что оценка для каждой переменной и каждого мира задаёт, истинна ли она в этом мире или нет. Истинность переменной {\displaystyle x} в мире {\displaystyle w} модели {\displaystyle M} обозначается как {\displaystyle M,w\models x}, не истинность — {\displaystyle M,w\not \models x}.
Монотонность оценки формализует требование, что истинность утверждений должна сохраняться в достижимых мирах. Если переменная истинна в каком-то мире, то она будет истинна и в любом достижимом из него мире.
Истинность формул в моделях Крипке задаётся следующим образом. Истинность формулы в мире {\displaystyle w} из одной переменной равна истинности этой переменной в мире {\displaystyle w} модели Крипке. Истинность логической связки в мире {\displaystyle w} определяется следующим образом:
1. Для каждого мира, достижимого из {\displaystyle w}, считается результат по таблице истинности связки: причём если аргумент истинен в мире, он считается равным {\displaystyle 1}, а если не истинен, то {\displaystyle 0};
2. Если во всех мирах, достижимых из {\displaystyle w}, получилось {\displaystyle 1}, то формула считается истинной в мире {\displaystyle w} модели {\displaystyle M}; если же хоть где-то получился {\displaystyle 0}, то не истинной[2][3].

Истинность формулы {\displaystyle \varphi } в мире {\displaystyle w} модели {\displaystyle M} обозначается как {\displaystyle M,w\models \varphi }, не истинность — {\displaystyle M,w\not \models \varphi }.
Частные случаи для конкретных логических связок:
{\displaystyle M,w\models \lnot \varphi } если для любого мира {\displaystyle w'} достижимого из {\displaystyle w} выполнено {\displaystyle M,w\not \models \varphi }.
Если {\displaystyle \lnot \varphi } истинна в мире {\displaystyle w} модели {\displaystyle M}, то говорят, что формула {\displaystyle \varphi } ложна в мире {\displaystyle w} модели {\displaystyle M}. Как можно видеть, не истинность и ложность в семантике Крипке — это не одно и то же. Истинность в семантике Крипке — истинность во всех достижимых мирах, ложность — не истинность во всех достижимых мирах, но есть также третий случай, когда в одном из достижимых миров формула истинна, а в каком-то другом — не истинна. Тогда формула не истинна и не ложна одновременно. Закон исключённого третьего не работает.
{\displaystyle M,w\models \varphi \to \psi } если для любого мира {\displaystyle w'} достижимого из {\displaystyle w} выполнено хотя бы одно из следующих утверждений: {\displaystyle M,w\not \models \varphi } или {\displaystyle M,w\models \psi }.
Определение конъюнкции и дизъюнкции можно ограничить только проверкой в данном мире, так как если {\displaystyle \varphi }/{\displaystyle \psi } будет истинны в данном мире, то оно будет истинно и в любом достижимом.
{\displaystyle M,w\models \varphi \land \psi } если {\displaystyle M,w\models \varphi } и {\displaystyle M,w\models \psi }.
{\displaystyle M,w\models \varphi \lor \psi } если {\displaystyle M,w\models \varphi } или {\displaystyle M,w\models \psi }.
Формулы также обладают свойством монотонности: если формула истинна в каком-то мире модели, то она истинна и в любом достижимом мире. Формулы бывают либо истинны, либо ложны, либо не истинны и не ложны одновременно; случай истинности и ложности одновременно в семантике Крипке невозможен.
Говорят, что формула истинна в модели Крипке {\displaystyle M}, если она истинна во всех мирах этой модели. Говорят, что формула истинна в шкале Крипке {\displaystyle F}, если она истинна в любой модели Крипке со шкалой {\displaystyle F}.
Семантика Крипке для интуиционисткой логики обладает следующими свойствами:
- Корректность: любая выводимая в интуиционистской логике формула будет истинна в любой модели Крипке.
- Полнота: если формула не выводится в интуиционистской логике, то существует модель Крипке, в которой она не истинна.

## Семантика для модальной логики
Рассмотрим одномодальные пропозициональные логики.
Шкалой (структурой) Крипке {\displaystyle F} с одним отношением называется пара {\displaystyle (W,R)}, где {\displaystyle W} — это произвольное множество (часто говорят множество возможных миров), а {\displaystyle R\subset W\times W} — отношение на {\displaystyle W} (множество стрелок или упорядоченных пар), определяющее достижимость одного мира из другого.
Моделью Крипке {\displaystyle M} называется пара {\displaystyle (F,V)}, где {\displaystyle V} — это оценка на шкале, которая каждой переменной ставит в соответствие множество миров, в которых эта переменная считается истинной. Формально оценку представляют, как функцию из множества переменных {\displaystyle PL} в множество всех подмножеств {\displaystyle W}. Истинность в точке в модели Крипке обозначается с помощью знака {\displaystyle \models } и определяется индукцией по длине формулы:
```

  

    

      

        
M

        
,

        
x

        
⊨

        
p

      

    

    
{\displaystyle M,x\models p}

  

, если  

  

    

      

        
x

        
∈

        
V

        
(

        
p

        
)

      

    

    
{\displaystyle x\in V(p)}

  

  

    

      

        
M

        
,

        
x

        
⊭⊥

      

    

    
{\displaystyle M,x\not \models \perp }

  

  

    

      

        
M

        
,

        
x

        
⊨

        
A

        
→

        
B

      

    

    
{\displaystyle M,x\models A\to B}

  

, если 

  

    

      

        
M

        
,

        
x

        
⊭

        
A

      

    

    
{\displaystyle M,x\not \models A}

  

 или 

  

    

      

        
M

        
,

        
x

        
⊨

        
B

      

    

    
{\displaystyle M,x\models B}

  

  

    

      

        
M

        
,

        
x

        
⊨

        
◻

        
A

      

    

    
{\displaystyle M,x\models \Box A}

  

, если 

  

    

      

        
∀

        
y

        
:

        
(

        
x

        
R

        
y

        
⇒

        
M

        
,

        
y

        
⊨

        
A

        
)

      

    

    
{\displaystyle \forall y:(xRy\Rightarrow M,y\models A)}

  

```

Другие логические связки, такие как {\displaystyle \lor }, {\displaystyle \land } и {\displaystyle \lnot } можно выразить через {\displaystyle \to } и {\displaystyle \perp }. Дуальный модальный оператор {\displaystyle \Diamond } выражается так {\displaystyle \Diamond A\;{\stackrel {def}{=}}\;\lnot \Box \lnot A}.
Аналогично можно определить семантику для многомодальных логик, для этого в шкале Крипке должно быть столько отношений, сколько есть модальностей в логике.